# Ridge Racer V
Ridge Racer V is een computerspel dat werd ontwikkeld en uitgegeven door Namco voor de PlayStation 2. Het racespel kwam op 4 maart 2000 uit in Japan, op 26 oktober 2000 in de VS, en ten slotte op 24 november 2000 in Europa.
Het is het vijfde spel in de Ridge Racer-serie. In 2005 werd het opgevolgd door Ridge Racer 6. Op 28 november 2000 werd het spel omgezet naar een arcadeversie onder de naam Ridge Racer V: Arcade Battle.

## Spel
Spelers racen in dit spel in de fictieve stad Ridge City. Er zijn vier circuits, zes raceauto's, en 13 computergestuurde tegenstanders. De speler kan ook tegen een vriend racen in de multiplayer-modus.